# NGC 6868
NGC 6868 је елиптична галаксија у сазвежђу Телескоп која се налази на NGC листи објеката дубоког неба.
Деклинација објекта је - 48° 22' 48" а ректасцензија 20h 9m 54,0s. Привидна величина (магнитуда) објекта NGC 6868 износи 10,6 а фотографска магнитуда 11,6. Налази се на удаљености од 30,994 милиона парсека од Сунца. NGC 6868 је још познат и под ознакама ESO 233-39, AM 2006-483, PGC 64192.